# Hellmuth Lange (Soziologe)
Hellmuth Lange (* 1942) ist ein deutscher Soziologe. Von 1973 bis zu seiner Emeritierung 2007 war er Professor an der Universität Bremen.

## Leben
Lange studierte von 1965 bis 1969 Politikwissenschaften und Soziologie an der Philipps-Universität Marburg und der LMU München. 1972 promovierte er in politischer Soziologie in Marburg.
Seine Forschungsgebiete liegen in der Arbeits- und Industriesoziologie, der Wissenschafts- und Techniksoziologie sowie der Umweltsoziologie. Forschungsprojekte galten dem Umweltmanagement in Unternehmen, Lebensstilen und Umweltbewusstsein, dem Umgang politischer und administrativer Akteure mit Risiken des Klimawandels sowie den "neuen Mittelklassen" im globalen Süden. Er hatte Gastprofessuren u. a. an der Jawaharlal Nehru University in Neu-Delhi und der Universität für Sprache und Kultur Peking in Peking.